# Deutsches Geschlechterbuch
O Deutsches Geschlechterbuch, até 1943, conhecido como Genealogisches Handbuch bürgerlicher Familien, é um importante manual genealógico alemão de famílias burguesas ou aristocratas. É o equivalente burguês e aristocrata do Genealogisches Handbuch des Adels e do antigo Almanach de Gotha. Inclui genealogias e brasões de armas das famílias incluídas. O Genealogisches Handbuch bürgerlicher Familien foi iniciado em 1889 e antes de 1943, foram publicados sob o título original 119 volumes, cobrindo cerca de 1.200 famílias. A partir de 1956, a série continuou com o título Deutsches Geschlechterbuch. Em 2007, o 219.º e último volume foi publicado. No total, cerca de quatro mil famílias foram atendidas.
O Hamburgisches Geschlechterbuch, composto por 17 volumes nas famílias hanseáticas de Hamburgo, é parte integrante do trabalho e é considerado o trabalho de referência mais abrangente do gênero em uma única cidade.
A publicação foi altamente influente e inspirou várias publicações semelhantes, como Nederland's Patriciaat. Até certo ponto, corresponde a Burry's Landed Gentry no Reino Unido, embora também possa ser considerado o equivalente ao Burke's Peerage na cobertura de famílias hanseáticas e aristocratas que compunham a classe mais alta das antigas repúblicas da cidade.